# 殘疾預防日
殘疾預防日又稱全国残疾预防日，是中華人民共和國的一個主題節日，於每年8月25日舉行。該主題節日由中国残疾人联合会發起，2017年6月24日經中華人民共和國國務院批准設立。首個殘疾預防日於2017年8月25日舉行。此後連續5年中国残联与中国共产党中央委员会宣传部、中央网信办、中華人民共和國教育部等16个部门都會在殘疾預防日共同发文宣傳残疾预防宣传教育活动。